# José Antonio García Escudero
José Antonio García Escudero (Palma de Mallorca, 16 de febrero de 1979) más conocido como Tato, es un entrenador de fútbol español.

## Trayectoria
En su etapa de jugador formó parte del Club Deportivo Ferriolense al que llegó en edad alevín y pasaría por todas las categorías del club palmesano. Tato comenzó su trayectoria en los banquillos en las categorías inferiores de Son Ferriol, en el que se formó entrenando a las categorías del fútbol base y al Juvenil División de Honor, logrando varios ascensos en categoría juvenil, en regional, Preferente. 
En la temporada 2015-16, lograría el ascenso a la División de Honor Juvenil, al que dirigiría en la temporada 2016-17.
El 23 de mayo de 2017, firma por el CD Manacor de la Tercera División de España.
En la temporada 2018-19, firma como entrenador del Club Deportivo Ferriolense, al que dirige durante dos temporadas.
En la temporada 2020-21, firma por el CD Santañí del Grupo XI de la Tercera División de España. En su primera temporada, el técnico clasificó al equipo para los Playoff de ascenso a Segunda RFEF y en la temporada 2021-22 finalizó el campeonato liguero en la sexta plaza.
El 15 de febrero de 2023, firmó como entrenador del Atlético Baleares de la Primera División RFEF, tras la destitución de Onésimo Sánchez. Permaneció en el cargo hasta el 25 de septiembre de 2023, cuando fue cesado por el club luego de sumar un punto en las primeras cinco jornadas de la temporada 2023-24.
La temporada 2024-2025 firma como segundo entrenador de Jose Luis Marti Soler en la Unión Deportiva Ibiza de Primera Federación de Amadeo Salvo. 

## Clubes

### Como entrenador
| Club                               | País   | Año       |
| ---------------------------------- | ------ | --------- |
| Club Deportivo Ferriolense Juvenil | España | 2015-2017 |
| CD Manacor                         | España | 2017-2018 |
| Club Deportivo Ferriolense         | España | 2018-2020 |
| CD Santañí                         | España | 2020-2023 |
| Atlético Baleares                  | España | 2023      |
| Unión Deportiva Ibiza              | España | 2024-2025 |